# Superboy (Kon-El)
Superboy (también conocido como Kon-El o Conner Kent) es un superhéroe ficticio que aparece en los cómics estadounidenses publicados por DC Comics. Una variación moderna del Superboy original, el personaje apareció por primera vez como Superboy en The Adventures of Superman # 500 (junio de 1993), y fue creado por el escritor Karl Kesel y el artista Tom Grummett.
Desde el debut del personaje en 1993 hasta agosto de 2003, Superboy fue representado como un clon metahumano de origen humano diseñado por el Proyecto Cadmus como un duplicado y el equivalente genético más cercano de Superman. El personaje fue retrocontinuado en Teen Titans # 1 (septiembre de 2003) como un híbrido kryptoniano / humano de Superman y Lex Luthor. Después de la iniciativa The New 52 de DC que relanzó la continuidad de los cómics de la compañía en 2011, el personaje de Superboy fue renovado como un clon derivado de tres fuentes de ADN y diseñado por Proyecto N.O.W.H.E.R.E. como una recreación de Jon Lane Kent, el hijo biológico de Superman y Lois Lane de una posible línea de tiempo futura. Después de la muerte del personaje en la serie Superboy, Kon-Él fue reemplazado por Jon Lane Kent en historias posteriores. Después de los eventos de Superboy # 34, Kon-El regresa como Superboy nuevamente.
Conner hizo su debut en acción real en la última temporada de Smallville, interpretado por Lucas Grabeel. Posteriormente, aparece como personaje recurrente en la segunda temporada de la serie Titanes de DC Universe y HBO Max, interpretado por Joshua Orpin. El personaje también hace su aparición en la serie Superman & Lois, donde se presenta como Jordan Kent —hijo biológico de Clark y Lois— interpretado por Alexander Garfin. En esta versión, Superboy para mantener su anonimato utiliza un traje negro y gafas de piloto.

## Historial de publicaciones
Kon-El se representa como una encarnación moderna del Superboy original. Creado por el escritor Karl Kesel y el artista Tom Grummett, el personaje apareció por primera vez en Adventures of Superman # 500 (junio de 1993).

## Biografía ficticia

### Origen
Después de La muerte de Superman a manos de un monstruo kryptoniano llamado Doomsday, el director ejecutivo del Proyecto Cadmus, Paul Westfield, quería crear un reemplazo clon de Superman que siguiera las agendas del Proyecto Cadmus, así como su propia agenda personal. Después de intentos fallidos de adquirir el ADN de Superman (que incluyó un intento de robar su cadáver), Westfield decidió alterar genéticamente un clon humano para que se pareciera a Superman e hizo que el clon fuera el equivalente humano más cercano a un kryptoniano según sus investigaciones. Durante su investigación, cuando tenían el cuerpo de Superman, los científicos de Westfield descubrieron un aura bioeléctrica que rodeaba el cuerpo de Superman que proporcionaba algunos de los poderes de Superman, como invulnerabilidad, vuelo a través de una forma de auto-telequinesis, protección contra la suciedad y protección contra la ropa ajustada, estar dañado. El aura se tradujo en un campo telequinético para un humano que le daría al clon la capacidad de simular los poderes de Superman como el vuelo, la invulnerabilidad y la fuerza. Esto fue conocido más tarde como "telequinesis táctil" por los científicos. Después de doce intentos fallidos, El Experimento 13 pasó de una sola célula a un adolescente en menos de una semana y fue un éxito total. El clon recibió recuerdos implantados y se sometió a un proceso de maduración artificial destinado a coincidir con la edad del Superman original. Sin embargo, este clon fue liberado de su tubo de clonación demasiado pronto y emergió como un adolescente. Aunque al principio se llamó a sí mismo "Superman", más tarde sería conocido como Superboy.

### El Chico de Metrópolis
Cuando Superboy llegó a Metrópolis, usó el nombre de "Superman". Mientras afirmaba con ligereza que era el Superman original, rápidamente reprendió cualquier insinuación de que era el Superman original. De hecho, le dijo a cualquiera que lo escuchara que era un clon de Superman. Esta revelación se reveló por primera vez a Lois Lane, pero no estaba interesada. Esto hace que el Chico se dirija a otra reportera, Tana Moon, quien publica la historia en vivo en WGBS. Otros tres superhombres emergieron simultáneamente: "El hombre del mañana" (el Cyborg Superman), "El último hijo de Krypton" (el Erradicador) y "El hombre de acero" (Acero). Después del regreso del Superman original, Superboy comenzó a operar junto a él como un héroe independiente por un tiempo, negándose a dar crédito a la idea de que él era un "compañero" de Superman.
Se reincorporó a Cadmus y comenzó a trabajar como agente de campo con Dubbilex y Guardian. Después de una misión en París donde lucharon contra la Agenda y conocieron a un supermodelo llamado "Hex", que dice ser Jonah Hex, Superboy conoce al nuevo Director de Cadmus (Mickey "el Mecánico" Cannon), el nuevo enlace militar coronel Adam Winterbourne (uno de los hombres que Chico rescató de las Tierras Salvajes), y uno de los nuevos científicas, Serling Roquette. Superboy está interesado en Serling (ya que es una de las pocas mujeres en el Proyecto y la única cercana a su edad), pero al principio no se da cuenta.
Durante este período, Superboy se une a Static y Rocket para combatir el ser cósmico conocido como Rift.

### Kon-El,Young Justice(1998-2003)
Un momento decisivo en la vida de Superboy vendría cuando Superman le pide a Superboy que lo acompañe a la Fortaleza de la Soledad. Mientras está allí, Superboy visita Krypton a través de la realidad virtual. Después de explicar cómo considera a Superboy parte de su familia, Superman le ofrece el nombre kryptoniano Kon-El. Superboy acepta entre lágrimas, lleno de alegría por la simple alegría de tener un nombre real. Eventualmente aceptaría el nombre de "Conner". Después de que Cadmus fuera cerrado, Superboy no tenía trabajo ni lugar para quedarse. Se traslada a Metrópolis, convirtiéndose en el "super" en un edificio de viviendas llamado Calvin Gardens. Finalmente, Superman lo invita a quedarse con sus padres en Smallville, lo que aceptó con mucho gusto y lo hizo durante bastante tiempo.
Superboy es miembro fundador de Justicia Joven, un grupo de héroes adolescentes que pretendían ser algún día la próxima Liga de la Justicia.
Superboy se encontró por primera vez con su futuro compañero de equipo Robin después de que este último llamara a Rex Leech solicitando la ayuda de Superboy para derrotar a Metallo en Gotham City mientras Superboy juzgaba el primer concurso de "Miss Kryptonita" en Hawái. Mientras que Superboy y Robin aparentemente derrotaron a Metallo, Hiedra Venenosa toma el control de Superboy. Robin sigue a Superboy y Hiedra Venenosa a Kauai, donde Hiedra Venenosa soltó vides por toda la isla. Metallo también aparece en Kauai y el equipo de Superboy y Robin los derrotó. Fue durante esto que Superboy descubrió que tenía una debilidad por la radiación de kryptonita que lo enfermaba en presencia de ella, como adivinó el Profesor Hamilton. También se asoció con el futuro miembro de Justicia Joven, Capitán Marvel Jr., contra las proyecciones mentales de Knockout, Chain Lightning, Capitán Nazi, Silversword, Superman y Capitán Marvel.
Aunque la primera misión de Justicia Joven fue técnicamente el rescate de la chica fantasma metahumana, Secret, el grupo no se formó oficialmente hasta un incidente en el que la población adulta del mundo fue secuestrada y la transfirió a una copia de la Tierra, por un preadolescente con divinidad potestades. Formando equipo con Robin e Impulso, los tres héroes adolescentes logran derrotar a Bedlam y devolver todo a la normalidad. Poco después, acordaron formar un equipo oficial, apodado "Justicia Joven" por los medios. Poco después se les une Secret, Arrowette, Wonder Girl, y otros. Aunque Superboy y Robin comienzan con una relación argumentativa similar a la que comparten Superman y Batman, así como luchas de liderazgo, se convirtieron en aliados y amigos. La relación de Superboy y Wonder Girl se desarrolla a lo largo de Justicia Joven. Al principio, el enamoramiento de Wonder Girl por Superboy pasa desapercibido. En el último número de Justicia Joven, Wonder Girl y Superboy revelan que tienen sentimientos el uno por el otro. Después de los eventos de Titans / Young Justice: Graduation Day y la aparente muerte de Donna Troy, Justicia Joven se disuelve con Superboy, Robin, Impulso y Wonder Girl yendo por caminos separados.

### Jóvenes Titanes(2003-2005)
Ahora basado en Smallville con una nueva identidad civil como el primo de Clark Kent "Conner Kent", Superman le pide a Superboy que acepte la invitación de Cyborg para unirse a una nueva encarnación de los Jóvenes Titanes con sus excompañeros de equipo de Justicia Joven: Robin, Impulso y Wonder Girl. También en el equipo están los veteranos Cyborg, Starfire y Beast Boy de los Jóvenes Titanes. Superboy se reconfigura de la premisa original de un clon humano de Paul Westfield con ADN reestructurado (basado en una plantilla genética de Roxy Leech) a un híbrido del ADN kryptoniano de Superman y el ADN humano de Paul Westfield. Después de que el nuevo equipo se reúna en la Torre de los Titanes en la Bahía de San Francisco, se revela a través de un correo electrónico enviado a Robin que el ADN humano de Superboy no es de Paul Westfield sino del enemigo de Superman, Lex Luthor.
Durante las primeras aventuras de Superboy con los Jóvenes Titanes, sus poderes kryptonianos comienzan a manifestarse. En una batalla con Jericho, el cuerpo de Superboy es poseído por él y Jericho pudo exhibir una visión de calor y otros poderes similares a los de Superman. Al principio, Superboy parece tener dificultades para controlar sus poderes, pero pronto se adapta. Más tarde, durante la primera cita de Wonder Girl y Conner, Superboy es succionado a la fuerza a través de un portal temporal hacia el siglo 31.
Cuando Superboy reaparece, lleva el traje clásico de Superboy (con una hebilla de cinturón de Legion). Se revela que fue confundido con Clark Kent y llevado al siglo 31, donde fue abandonado una vez que se conoció su verdadera identidad, luego luchó junto a la Legión de Super-Héroes durante el resto de su tiempo allí. Después de alistar a otros Titanes para que se unan a él junto con la Legión para combatir una nueva amenaza, el equipo intenta regresar al presente. En el viaje de regreso a casa, llegan accidentalmente diez años en el futuro, en lugar del presente. Los Jóvenes Titanes conocen versiones adultas de sí mismos. Superboy descubre que ahora es Superman, Tim es Batman, Cassie es la Mujer Maravilla y Bart es Flash. En este futuro alternativo, Conner tiene un mayor control de sus poderes, Cassie lo elige sobre el Capitán Marvel Jr., Lex Luthor es su mentor / figura paterna, y los Titanes son "malditos tipos malos". Discuten la posibilidad de dividir el equipo cuando regresen al presente, pero Cyborg 2.0 les dice que el futuro se desarrolló como lo hizo porque el equipo no estuvo unido durante la "Crisis".
Después de encontrarse con reflejos oscuros de sí mismos de un posible futuro, los Titanes regresan al presente para contemplar lo que acaban de ver. No mucho después, Lex Luthor es capaz de cooptar a Conner para alcanzar su "máximo potencial", lo que resulta en un brutal ataque controlado mentalmente por Superboy que nivela a los Titanes. Su mente finalmente se restaura y está horrorizado por lo que le ha hecho a su equipo y amigos. Luego, Conner toma un permiso de ausencia de los Titanes y se recluye en la casa de los Kent. No está seguro de si, siendo un clon, incluso tiene alma. Allí, Raven le muestra que tenía un alma joven que era más fuerte que sus demonios internos y estaba creciendo constantemente.

### Crisis infinita, muerte y regreso (2005-2011)
En la serie limitada Crisis infinita de DC Comics, el Superboy Prime de otra dimensión observa a Conner durante su reclusión en la dimensión del paraíso. Junto con Alexander Luthor, Jr., otro sobreviviente de la Crisis anterior, desean reconstruir el Universo DC a su imagen después de determinar que los héroes que han estado observando no cumplieron con sus propios estándares de lo que realmente era el heroísmo. Resentido con Conner, quien afirma que tiene estándares más bajos que los suyos a pesar de una vida aparentemente perfecta, Superboy Prime lo ataca, diciéndole que debería ser su reemplazo como Superboy. Poseyendo una aparente ventaja de fuerza, Superboy Prime pulveriza a Conner, hiriéndolo gravemente, hasta que los Jóvenes Titanes, Patrulla Condenada y la Sociedad de la Justicia de América se unen a la refriega, lo que lleva a una batalla culminante en la que varios Flashes empujan a Superboy Prime a la Fuerza de la Velocidad.
Después de otro encuentro en el que Superboy Prime diezma a un equipo de héroes que intentan detenerlo, Conner choca con Prime una vez más, enviándolos a ambos de cabeza a la torre del multiverso de Alexander Luthor. Conner, fatalmente herido por la explosión, yace moribundo en los brazos de Wonder Girl. Cuando Cassie le dice que había salvado la Tierra, Conner responde: "Lo sé, Cass. ¿No es genial?", momentos después, muere. Batman, Wonder Woman, Kal-El, Nightwing y Kal-L llegan demasiado tarde para salvar la vida de Conner. Más tarde, Superman lamenta la muerte de Conner mientras acuna su cuerpo. Conner está enterrado bajo su nombre civil en Metrópolis, junto con los cuerpos de Kal-L (el Superman de la Tierra-Dos) y su esposa Lois Lane Kent, durante más de un año.

### Consecuencias y resurrección
En la serie semanal de un año 52, que sigue directamente a Crisis infinita, aunque Conner está muerto, no se le olvida. Wonder Girl dirige una transmisión conmemorativa a través de Internet, y ella y cientos de personas más presentan sus respetos finales a Conner de la manera tradicional kryptoniana. Se revela que los dolientes son parte de un culto de resurrección supuestamente basado en la teología kryptoniana, a la que Wonder Girl y Ralph Dibny se refieren como el "Culto de Conner".
En la semana 51, Batman y Robin regresan de su viaje por el mundo. Cuando los héroes aparecen en el memorial de Superboy en el primer aniversario de su muerte, Robin lleva un nuevo disfraz con los colores negro y rojo del último uniforme de Superboy. Wonder Girl también cambia su disfraz para honrar a Superboy, vistiendo una camiseta con el tema de la Mujer Maravilla de la Edad de Oro y jeans. Las estatuas conmemorativas de Superboy se erigen en Metrópolis junto a la estatua de Superman y en San Francisco fuera de la Torre de los Titanes. Un año después, Lex Luthor todavía lamenta la muerte de Conner ya que lo considera su propio hijo.
El personaje es revivido más tarde en las páginas de Crisis final: Legión de tres mundos (2008–9). Después de haber sido colocado en una crisálida curativa kryptoniana hace 1000 años por Starman (Thom Kallor)  de la Legión de Super-Héroes, Kon-El despierta en el siglo 31 para luchar una vez más contra Superboy Prime. Después de que Superboy Prime es reconfigurado por él mismo, Superboy y Kid Flash (Bart Allen), quien también ha resucitado, Bart y Kon regresan al siglo XXI para reanudar sus vidas. Superboy apareció brevemente como el personaje principal en un renacimiento de Adventure Comics, uno de los libros de Superman más antiguos de DC. Durante la historia de Blackest Night, Conner se convirtió brevemente en miembro del Black Lantern Corps, pero Wonder Girl logra liberarlo usando la naturaleza temporalmente compleja de su resurrección contra su yo Black Lantern, atrayéndolo a la Fortaleza para que el anillo pueda ser retirado por la presencia de su yo fallecido, permitiendo que Conner destruya el anillo antes de que pueda tomar el control de cualquiera de los dos.
Tras la conclusión de War of the Supermen, el escritor Jeff Lemire y el artista Pier Gallo lanzaron una nueva serie de Superboy. La serie mostraba a Conner intentando reubicar su vida en Smallville, y continuó hasta que DC Comics lanzó The New 52 en septiembre de 2011.

### The New 52 (2011)
En septiembre de 2011, The New 52 reinició la continuidad de DC. En esta nueva línea de tiempo, Superboy se presenta con una historia de origen completamente diferente. Aparece por primera vez en Teen Titans # 1, donde es el clon mitad humano mitad kryptoniano creación de la misteriosa organización NOWHERE, que busca controlar la nueva generación de metahumanos.
En la historia cruzada de Superman/Supergirl/Superboy "H'El on Earth", es atacado por un kryptoniano viajero en el tiempo llamado H'El por ser un clon, después de lo cual H'El entrega su cuerpo a Supergirl y Superman para su ejecución. Como los kryptonianos generalmente odiaban a los clones, H'El cree que este acto demostrará su lealtad a Krypton, pero en cambio desencadena un conflicto entre él y Superman, que no desea matar a Kon-El. Durante la pelea contra H'El, Superboy y Superman llegan a conocerse mejor y desarrollan un sentimiento de amistad y comprensión. Kon-El está sorprendido por el heroísmo de Superman y le conmueve.
Siguiendo la historia de la Liga de la Justicia "Maldad Eterna", el velocista malvado Johnny Quick lanza a los Jóvenes Titanes hacia adelante en el tiempo. Después de ser separado de los Titanes, Kon-El se encuentra con Jon Lane Kent, el futuro hijo villano de Superman y Lois Lane. Kon-El es en realidad un clon de Jon Lane Kent, creado por Harvest (fundador de N.O.W.H.E.R.E.) para que se pudiera encontrar una cura para la enfermedad de Jon. Durante su batalla, Jon Lane Kent resulta gravemente herido, pero luego Kon-El cae a través de un portal y es transportado a Argo City de Krypton en el pasado, días antes de la destrucción del planeta. Esto lleva a la historia de 2013 Return to Krypton. Durante la historia, Kon-El usa el último de sus poderes para sacar a Argo City del agonizante Krypton, salvándola para que una joven Supergirl pueda llegar a la Tierra como lo registra la historia. Luego muere con el planeta, aceptándose a sí mismo como más que un "arma viviente", en Superman # 25.
Mientras tanto, en Teen Titans, el inconsciente y herido Jon Lane Kent es recuperado por Beast Boy y Rose Wilson de la línea de tiempo futura. A pesar de ser Jon Lane Kent, el futuro Chico Bestia y Rose Wilson ocultan esto y lo visten con el disfraz de Kon-El para sus propios fines. Los Jóvenes Titanes de la actualidad encuentran a Jon Lane Kent con el disfraz de Kon-El, sin darse cuenta de la existencia de Jon Lane Kent, y lo llevan de regreso a la era moderna en la que finge ser su versión de Superboy. Los Jóvenes Titanes no saben que Kon-El está "muerto" y que tienen un impostor entre ellos que intenta matar a todos los metahumanos de la Tierra, aunque Superman y Supergirl creen que Kon-El está muerto y no se lo han dicho a los Titanes. Más tarde se revela que Kon-El todavía está vivo sirviendo a un ser llamado Oracle, patrullando el pasado, presente y futuro.
La conciencia de Kon-El es arrastrada a un universo de bolsillo (dimensión) cuando Jon Lane Kent toca su medio Psycho Futuro con todos los demás Kons y Jons del multiverso. El Jon del futuro aprovecha todos los demás Kons y Jons excepto el Kon de esta dimensión y el Jon más joven. El Jon más joven se sacrifica heroicamente para destruir al Jon mayor, destruyéndolos a ambos a través de su TK, enviando a todos los demás Jons y Kons de regreso a sus respectivas líneas de tiempo, dimensiones y universos. Jon no se borra de la historia, y sus acciones fuera del universo de bolsillo se recuerdan bien, pero realmente se ha ido, dejando a Kon-El una vez más como Superboy. Más tarde se revela que Kon-El viaja por todo el mundo y entrena y practica varias formas de meditación y paz interior como se indica en los cómics de Supergirl. Más tarde se une a los Jóvenes Titanes.

### DC: Renacimiento
En DC Rebirth, el manto de Superboy está en manos de Jonathan Samuel "Jon" Kent, el hijo de Kal-El y Lois Lane, con Conner aparentemente nunca existió. Conner Kent / Superman de la línea de tiempo Titans Tomorrow hace una aparición en Detective Comics # 966, donde le pide a Tim Drake / Batman que regrese con los Titanes. Posteriormente, Tim es capturado por el Sr. Oz, pero escapa con el Tim Drake más joven de la actualidad. Antes de enviar al Tim más joven al pasado, el Tim mayor le pide a su yo más joven que reconcilie su amistad con Conner. El joven Tim Drake responde que no sabe quién es Conner, lo que lleva al Tim mayor a darse cuenta de que el tiempo ha sido alterado. Tim mencionó más tarde que aunque no sabía por qué, sintió que el nombre de Conner "tiraba de mi corazón". El New 52 Kon-El también se menciona ligeramente en Red Hood and the Outlaws cuando los Outlaws y el Escuadrón Suicida exploran una instalación de N.O.W.H.E.R.E. y Bizarro (cuya química cerebral se mejoró para hacerlo más inteligente) hizo que Deadshot y el Capitán Bumerang lo acompañaran a apagó el generador principal de la instalación porque sabía que, dado que estaba diseñado para ser protegido contra los kryptonianos debido a otro clon (con Harvest y Kon-El vistos en un flashback) y Bizarro sabía que moriría si intentaba apagarlo por él mismo. Cuando el Superman posterior al Renacimiento revisa la historia de su propia vida, que incorpora elementos del Superman pre- y post-Flashpoint, no se menciona a Kon-El como uno de los "reemplazos" que surgieron después de la muerte de Superman a manos de Doomsday.
La versión de Titans of Tomorrow de Conner apareció más tarde en el crossover de Súper-Hijos del Mañana, donde junto con la versión de Wonder Woman y The Flash de su universo viajan al pasado para evitar que su desquiciado compañero de equipo Tim Drake (Batman) mate a Jon. Más tarde ayudaría a evitar que el poder de Jons Solar Flare se saliera de control. Antes de que regresen a su tiempo, Conner elige no revelar ninguna información a Superman para evitar que afecte el futuro.

### Wonder Comics
En Young Justice # 1, Impulso se queda varado en Gemworld, donde se encuentra con Conner. En Young Justice # 3, se revela que Conner fue un sobreviviente de la continuidad de la Nueva Tierra. En la continuidad de Tierra Prima, Conner, que ya no quería ser un héroe público, se unió a S.T.A.R. Labs, que finalmente lo dejó en Gemworld. Sin embargo, Conner comenzó una nueva vida en Gemworld. En Young Justice # 4, Conner menciona que su esposa es Lophi y su hija Martha Kent, también decide ayudar a Bart al final para salvar a los demás, en Young Justice # 6 aparece como Conner cuando llega a Gemworld, conoce a Lophi cuando ella estaba embarazada y cómo la defiende de los soldados, el día finge ser su marido y se convierte en granjero.

## Poderes, habilidades y equipo

### Telequinesis táctil
Originalmente, la única superpotencia de Superboy es un campo de fuerza telequinética que rodea su cuerpo y le otorga habilidades que se aproximan a algunos de los poderes de Superman, como superfuerza, vuelo e invulnerabilidad. El campo le permitió a Superboy levantar objetos pesados extendiendo el campo a su alrededor y desviando cualquier objeto sólido que entrara en contacto con él. El campo también le permitió a Superboy la capacidad de manipular objetos con los que entró en contacto táctil, doblarlos en cualquier forma que pudiera visualizar mentalmente y desmontar cosas como máquinas y otras construcciones complejas al tacto. Bajo el entrenamiento de Knockout, Superboy aprendió nuevas formas de usar su telequinesis táctil, como proyectar ondas de fuerza telequinética para volar pedazos de tierra y extender su campo a otra persona. Superboy también puede manipular masas sólidas, como volúmenes de arena o polvo, haciendo que las partículas individuales se separen de manera explosiva para crear nubes de partículas o un ataque contundente. También puede realizar lo mismo con masas sólidas que están astilladas, como una losa de hormigón agrietada o un panel de vidrio roto. El campo telequinético también permite que Superboy se libere del agarre de un oponente empujando el campo hacia afuera para forzar al oponente a alejarse y también es capaz de crear una bolsa de aire a su alrededor, lo que le permite respirar en el espacio exterior. Además, demostró la capacidad de extender su campo telequinético alrededor de otras personas que toca para hacerlas invulnerables. También aprendió un truco de su yo alternativo mayor y más experimentado, Black Zero, que le permitió congelar a las personas donde estaban si estaba tocando la misma superficie en la que estaban parados.
La principal desventaja de la habilidad telequinética táctil de Superboy es que, si bien su campo podría resistir la fuerza física, el campo es menos efectivo para bloquear la energía radiante o conductora como el fuego y el fuego láser. Esto dejó a Superboy un poco más susceptible a los ataques basados en energía. Si bien es menos efectivo contra materiales gaseosos, podía manipular el agua con cierto grado de dificultad y proyectar su telequinesis táctil para crear una corriente que podía disparar mientras estaba bajo el agua. También puede usar su campo telequinético para desviar la lava y evitar quemarse. Aunque Superboy era vulnerable a la kryptonita y la magia, era inmune a los efectos de una criatura llamada "El terror de cuatro brazos" a la que Superman era muy alérgico. Otra ventaja de la telequinesis de Superboy es que no consume su energía solar tan rápido como los poderes de Superman. En "La noche final", el sol de la Tierra estaba siendo devorado por un Sun-Eater que debilitó severamente a Superman, pero el nivel de poder de Superboy permaneció igual y pudo usar su telequinesis táctil con fuerza normal.
El proceso que hizo que la fisiología humana de Superboy fuera genéticamente similar a la de un kryptoniano se realizó con tal detalle que era una batería solar viviente como Superman, tenía una debilidad por la radiación de kryptonita que lo enfermaba físicamente, y se teorizó que existía una posibilidad. para que él obtuviera superpoderes que no se derivaron de la telequinesis táctil cuando maduró como Superman o si Superboy tenía la edad adulta completa como lo planeó el Proyecto Cadmus. Como lo explicó su contraparte de la línea de tiempo alternativa del Black Zero y se mostró cuando el propio Superboy fue envejecido hasta convertirse en adulto por Klarion, Superboy ganó nuevos poderes como visión de calor y súper audición cuando maduró hasta la edad completa, así como una forma más alta de telequinesis aumentada, fuerza y mayor invulnerabilidad.
En el New 52, parece que Superboy aún no ha obtenido todos sus poderes kryptonianos y sus únicas habilidades son su telequinesis táctil y un grado de fuerza sobrehumana (una máquina de pesas muestra que es capaz de levantar más de tres toneladas sin esfuerzo). en absoluto en el número cinco), así como un factor de curación sobrehumano (algo que Harvest señaló después de la pelea de Superboy con Grunge) e incluso es capaz de doblar la luz a su alrededor para volverse invisible. En esta versión, parece que su telequinesis táctil es mucho más poderosa que en encarnaciones anteriores. Ahora funciona como una telequinesia normal, lo que le permite levitar objetos a distancia y también le proporciona una mayor conciencia de su entorno, similar a un tipo de sonar. Las habilidades telequinéticas de Superboy también le permiten hiperacelerarse a velocidades asombrosas del Dr. Caitlin Fairchild. Más tarde, ha demostrado que su poder es tan inmenso que logró destruir todo un complejo carcelario mientras estaba inconsciente, lo que llevó a la creencia de que no tiene un control completo sobre la habilidad.
Se ha revelado que Kon-El es un clon de Jon Lane Kent, el hijo de Lois y Clark de un futuro alternativo. La naturaleza híbrida de Jon llevó a la inestabilidad genética. Para resolver este problema, Harvest creó el clon Superboy como prueba y agregó dos hebras de ADN adicionales con la hebra humana de Lois Lane y la hebra kryptoniana de Superman. Harvest esperaba que el ADN de Lois y Clark pudiera contrarrestar el desorden genético encontrado en el ADN trans-alienígena de Jon. La creación y estabilidad de Superboy resultó ser un éxito. El poder telequinético de Superboy proviene del ADN de Jon Kent, quien también posee este poder debido a que es un híbrido humano / kryptoniano nacido bajo un sol amarillo. Se demostró temporalmente que el poder de Kon-El empequeñece al de Jon, lo que puede ser el resultado de la adición del ADN de Lois y Clark.
Cuando el villano kryptoniano H'El logra alterar su ADN, Superman usa su armadura kryptoniana para estabilizar la condición de Superboy. Su telequinesis táctil está condensada, mejorando sus habilidades físicas, pero también cortando sus habilidades sensoriales y limitando el alcance de su poder al punto de que tiene que estar en contacto directo con un objeto para afectarlo mentalmente. Desde entonces, aparentemente se ha recuperado y su poder ha vuelto a la normalidad.

### Poderes kryptonianos
Durante los Teen Titans, Superboy desarrolló poderes kryptonianos que incluían visión de calor, visión de rayos X y super-audición. También desarrolló la invulnerabilidad kryptoniana. También ha desarrollado una superfuerza kryptoniana, como se muestra cuando luchó contra el enormemente poderoso Superboy Prime e incluso logró dañarlo con algunos de sus golpes, cuando algunos personajes como Black Adam no pudieron. Cuando los Titanes se encontraron con su yo futuro, descubrió que su yo futuro tenía mayores habilidades telequinéticas (ya no se limitaba a la telequinesis táctil), era más fuerte, más duradero y más rápido. Superboy luego afirma que ha desarrollado visión telescópica y finalmente descubre cómo usar su respiración congelada. También se ha demostrado en Teen Titans que es mucho más rápido, viajando desde San Francisco al Ártico en menos de una hora mientras lleva Nightwing. Superboy, como Superman, deriva sus poderes kryptonianos de la absorción de la energía solar del sol amarillo de la Tierra, y es tan vulnerable a la Kryptonita y la magia como el Hombre de Acero.
En el arco de la historia de Titans Tomorrow, Kon-El Superman exhibe habilidades kryptonianas completas y telequinesia completa con un mayor control de sus campos telequinéticos. En una pelea con el futuro Capitán Marvel, se protege de un ataque mágico, una ventaja que el Superman moderno nunca ha tenido.
Un número reciente de Adventure Comics explicaba que desde su regreso a la vida había sido entrenado en el uso de bloqueos mentales intensificados para defenderse del control mental y las influencias, como el lavado de cerebro que Luthor usó en él. Fue con este entrenamiento que pudo perforar brevemente el control del anillo Black Lantern, usando su visión de calor para darle a Wonder Girl la pista necesaria para liberarlo de él.
Debido a que tanto Superboy como Superman de niño absorbieron menos energía solar que Superman de adulto, Superboy también es menos capaz de procesar la cantidad adecuada de energía solar tan rápido como Superman podría: como resultado, sobrecargó sus poderes hasta el punto de agotamiento físico. significaría su muerte, ya que su cuerpo literalmente comenzaría a alimentarse de sí mismo, incapaz de absorber la energía solar lo suficientemente rápido como para restaurarse.

### Vestuario y equipo
- Traje original (1993-2000): En su primera aparición, Superboy tiene un disfraz negro, azul y rojo con acentos amarillos y el escudo S rojo y amarillo en su pecho, botas negras con detalles amarillos, dos cinturones negros con un cinturón amarillo en la pierna derecha, guantes rojos, corte de pelo desvanecido. La Legión de Newsboy le dio una chaqueta de cuero negro que pertenecía a un trabajador de Cadmus y cuando firmó con WGBS, comenzó a usar chaquetas de cuero negro con el escudo amarillo en la parte posterior junto con la adición de tonos negros y un pendiente de oro en su atuendo. Tenía una capa roja que se dejó en el Proyecto Cadmus y más tarde apareció con ella cuando se transformó en un adulto durante "Sins of Youth". Superboy adquiere unas "supergafas" rojas del profesor Hamilton después de darle a Superboy un diagnóstico celular en S.T.A.R. Labs. Las gafas le proporcionaron visión de rayos X como Superman, pero también incluyeron otros poderes de visión, incluida la visión de calor y la capacidad de visión infrarroja.[42] Las gafas se pierden brevemente durante una misión con el Escuadrón Suicida y luego The Technician, un inventor criminal, las usa contra Superboy. Después de volver a adquirir las gafas, Superboy decide confiar en sus habilidades naturales y las destruye en lugar de correr el riesgo de que vuelvan a caer en las manos equivocadas.
- "Superboy: El último niño en la Tierra" (1998): Durante la historia de "Superboy: El último niño en la Tierra", su cabello crece más allá de los hombros con un aspecto similar al del personaje de Jack Kirby, Kamandi; pantalones cortos azules rasgados, botas rojas, guantes rojos y un collar de piedra con un medallón "S" rojo y amarillo que se parecía al escudo S pero era la marca serpentina del traficante de esclavos Sacker. Más tarde se le entrega una túnica azul.
- Publicación "Pecados de Juventud" (2000): Cuando fue despojado después de la historia de "Pecados de Juventud", su disfraz era una camiseta negra con escudo S rojo y amarillo, pantalones azules, guantes rojos, botas rojas y un cinturón de herramientas amarillo. Usó un anillo de vuelo de la Legión para volar y luego usó una muñequera de oro diseñada por el Gadget Guru de los Peludos que funcionaba con el mismo anillo de vuelo de la Legión. Le permitió a Superboy volar y escondió un escudo S dorado hecho de una aleación expandible que Superboy usaba para el combate. El escudo S también podría lanzarse desde la muñequera de Superboy.
- Traje actualizado (2001-2003): En Superboy # 83, Superboy recibe un traje rediseñado. Este disfraz es un conjunto azul y rojo oscuro con una chaqueta azul y roja de diseño a juego, guantes rojos y botas con detalles en amarillo, tonos rojos de diseño avanzado y un nuevo corte de pelo. Este es el traje principal del personaje hasta el comienzo de Teen Titans en agosto de 2003.
- Teen Titans (2003-2011): el diseño del personaje en Teen Titans es un aspecto más civil con jeans y una camiseta negra con un escudo rojo. Luce un corte de pelo corto contemporáneo. En la historia de "Superboy y la Legión" de Teen Titans, usa el disfraz clásico de Superman, pero con una hebilla de cinturón de Legion. Durante los cinco meses que pasa en el futuro, se deja crecer el cabello para que coincida con Superman.
- New 52 (2011-2016): En el relanzamiento de New 52 del Universo DC, el disfraz de Superboy es un traje negro creado por Proyecto N.O.W.H.E.R.E. con ribetes rojos que conducen al Escudo S. El origen o diseño funcional dentro del DC New 52 aún no se ha explicado, pero probablemente fueron diseñados por Harvest. El arte promocional para Teen Titans mostraba al personaje con una camisa negra sin mangas, guantes negros de medio dedo similares al disfraz original, pantalones negros, botas negras y un tatuaje de código de barras rojo en su brazo derecho.
- Wonder Comics Young Justice (2019-presente): Su nuevo traje se parece mucho al original, excepto sin las gafas y algunos picos en los hombros y con escudos S cosidos en su brazo.

## Identidades
Inicialmente, Superboy se conoce como "Experimento 13". Cuando escapó de Cadmus, usó el nombre de "Superman". Aquellos que no lo aceptarían como Superman se referirían a él como "The Kid", "Superkid" y "Superboy", un nombre que odiaba. Después del regreso de Superman, Superman le permitió usar el nombre "Superboy" y continuar usando el escudo S. Durante ese tiempo, no tenía otra identidad, con Tana Moon llamándolo "Kid" y Roxy Leech llamándolo "SB". Más tarde, Superman le da su primer nombre real "Kon-El" (después de un descendiente de la segunda Casa de El y primo de Superman en espíritu). Mientras estaba encubierto en Montridge High, el primer intento de Superboy por un alias humano es Carl Krummet, un juego de nombres de los creadores de Kon-El. El personaje conserva este nombre después de que Superboy se mudó a Smallville. Al comienzo de Teen Titans, Superman le dio otra identidad civil: Conner Kent, primo de Clark.
En el New 52, se cambió el origen del nombre "Kon-El". Cuando se enfrentó a Supergirl, Kara Zor-El, lo apodó con ese nombre al darse cuenta de que era un clon, su nuevo apodo es un insulto o difamación, teniendo "kon" que significa abominación en el idioma kryptoniano, y se agregó El, ambos se asemejan burlonamente a las convenciones de nombres de Krypton y lo reconocen como una ofensa contra su familia.

## Otras versiones
En Smallville: Titans, un spin-off de la serie de televisión Smallville, Conner es miembro del equipo con Speedy, Blue Beetle, Miss Martian, Zan y Jayna en la escuela de Jay Garrick para "dotados".
En el vínculo cómic con Injustice: Dioses entre nosotros, Superboy se dirigía a Metrópolis con Beast Boy y Kid Flash el día en que el Joker destruyó la ciudad, matando a sus dos amigos. Cuando se entera de Nightwing que Superman mató al Joker en represalia, Superboy pierde la fe en su antiguo ídolo. Después de que Superman anuncia un alto el fuego mundial, habla con los Kent ya que le resulta casi imposible perdonar a Superman. Conner intenta encontrar el proyector de la Zona Fantasma para detener a Superman, pero Superman se entera de sus planes y lo derrota a él y a los Titanes, hiriendo mortalmente a Conner en el proceso. Para salvarlo, envía a Conner y los Titanes a la Zona Fantasma.
En la precuela de Injustice 2, los héroes restantes rescatan a los Titanes de la Zona Fantasma, pero Superboy se queda atrás debido a su herida mortal. Los Titanes prometen encontrar alguna forma de curar la condición de Conner. Cuando el General Zod muere después de escapar de la Zona Fantasma con ellos, Batman recluta al Dr. Mid-Nite, quien con la ayuda de Harley Quinn realiza con éxito una cirugía a corazón abierto en Conner usando el corazón de Zod, lo que le permite a Conner regresar al mundo real. Los Kent le dan a Conner un disfraz clásico de Superman para restaurar adecuadamente el legado de Superman que Clark arruinó. Superboy lucha contra Amazo y se une a la lucha contra Atrocitus, quien reclutó a Starro el Conquistador para atacar a Oa. Mientras persigue un Red Lantern, él y Wonder Girl son atacados y torturados por Brainiac antes de ser liberados al vacío del espacio sin sus máscaras de oxígeno. Mientras ambos aceptan su muerte, un Booster Gold de línea de tiempo alternativa llega para rescatar a la pareja con la ayuda de la Legión de Superhéroes.

## En otros medios

### Televisión

#### Acción en vivo
- El personaje hace su primera aparición en vivo en la última temporada de la serie de televisión Smallville, con "Alexander Luthor" interpretado por Jakob Davies (versión de 6 años) y Connor Stanhope (versión preadolescente) y Conner Kent interpretado por Lucas Grabeel (versión adolescente). Esta versión se presenta como "Alexander Luthor" (LX-15) ya que es un clon de Lex Luthor y luego aparece como "Conner Kent" basado en su segunda designación Cognitional Neuroplastic Replicant (CNR) después de que se descubrió que es un clon híbrido con el ADN de Clark Kent (una inversión del origen de su cómic de 2003). Introducida en el estreno de la temporada "Lazarus", la existencia de Alexander fue descubierta en Cadmus Labs por Tess Mercer. En el episodio "Isis", Alexander tiene físicamente 6 años cuando comienza a vincularse con Tess de una manera madre / hijo. Pero el episodio "Harvest" muestra a Alexander como un niño de 12 años físicamente afectado por todos los recuerdos y emociones de Lex hasta el punto de que se afeitó para parecerse a Lex. En el episodio "Luthor", Clark descubre la existencia de Alexander. En el episodio "Beacon", Alexander es un adolescente físico y mentalmente inestable como lo descubrió Lionel Luthor (versión del universo alternativo) pero su 'relación padre / hijo' se equivoca rápidamente y Clark y Tess prometieron ayudarlo. El episodio "Scion" muestra los poderes de Conner del ADN manifiesto de Clark después de que perdió todos los recuerdos de Lex. Lionel intenta obligarlo a rechazar el lado de Clark, pero finalmente rechaza el lado de Lex. Luego, se muestra a Conner vistiendo su típica camiseta negra y atuendo de mezclilla al final del episodio, diciéndole a Clark que desea unirse a él como héroe cuando sea el momento adecuado y Clark lo inscribe en Smallville High School y le da el apellido de Kent. En el episodio "Kent", se menciona a Conner visitando a Martha Kent. En la primera parte del final de la serie, Conner originalmente estaba listo para hacer un cameo en el que camina con Martha a sus asientos durante la boda de Clark y Lois Lane, pero Lucas Grabeel no estaba disponible debido a la filmación de Switched at Birth. En la segunda parte del final de la serie, Lionel originalmente quería que el corazón de Conner reviviera a Lex, pero Tess lo escondió demasiado bien.[45]
- Superboy aparece en la serie de televisión Titanes, interpretado por Joshua Orpin.[46] Aparece por primera vez en la escena poscréditos del episodio "Dick Grayson", interpretado por el doble de cuerpo Brooker Muir, en el que escapa de Cadmus Labs con Krypto, un golden retriever cuyos ojos brillan en rojo. Más tarde aparece en la segunda temporada como un personaje recurrente. En el episodio de la segunda temporada "Conner", se llama a sí mismo Conner y comienza a tener recuerdos de las vidas de Lex Luthor y Superman, ya que es un clon de los dos. Busca al padre de Lex, Lionel, para obtener respuestas antes de ser perseguido por la asistente de Lex, Mercy Graves. Sin embargo, es rescatado por la Dra. Eve Watson, quien le advierte que no use sus poderes en público, pero lo hace cuando salva a Jason Todd que cae de un edificio.

#### Animación
- Superboy hace su primera aparición animada en un comercial de 1996 para la línea de figuras de acción de Superman: The Man of Steel por Kenner.
- Superboy en su encarnación original de 1993 apareció junto a Erradicador, Cyborg Superman y Steel en el corto animado del 75 aniversario de Superman 2013 producido por Zack Snyder y Bruce Timm. La animación es una característica adicional en el lanzamiento de Blu-ray de El hombre de acero.
- La segunda temporada de la serie de televisión Legion of Super-Heroes presenta una versión futura de Superman junto con la versión de Clark Kent. Este segundo Superman, llamado Kell-El o Ezekiel Kent alias Superman X (con la voz de Yuri Lowenthal), es un clon del Superman original; él es del siglo 41 y fue creado para oponerse al villano Imperiex. Kell-El tiene una variedad de poderes diferente a la de Superman y es inmune a la kryptonita debido a que es parte de él. El concepto del personaje se basa en Kon-El Superboy, Erradicador y Lar Gand, con un disfraz similar al disfraz de Kon-El de Superboy # 83, usado hacia el final de su serie y antes de que Young Justice se disolviera.[47]
- Superboy es un personaje principal de la serie animada Young Justice,[48] con la voz de Nolan North.[49] Sus productores se han referido a él como el "personaje emergente" del programa y es el único miembro de Young Justice de los cómics que aparece como miembro del equipo en la primera temporada, con otros personajes que aparecen o unirse a la próxima temporada. Primero usó un traje solar blanco ceñido al cuerpo y luego usó una camiseta negra con el logotipo de Superman en el pecho y pantalones azules tipo ejército con botas de trabajo marrones.[50] El resultado del "Proyecto Kr" del Proyecto Cadmus en el piloto de dos partes "Día de la Independencia", Superboy es un clon genomorfo de dieciséis semanas de Superman, creado como arma viviente por el Proyecto Cadmus y el Dr. Mark Desmond para reemplazar a Superman si cae o destruirlo si se vuelve rebelde. Mantenido en una cápsula debajo de las instalaciones de Cadmus, fue forzado telepáticamente con conocimientos avanzados en varias áreas, incluyendo idiomas, historia, matemáticas, lectura, escritura, cultura, etc. Si bien posee la súper fuerza de Superman, velocidad mejorada, visión telescópica, visión infrarroja, super audición e invulnerabilidad, estos poderes no están al nivel de Superman, ni al nivel proporcionado para un kryptoniano de su edad física. Además, carece de los poderes más avanzados de Superman, como vuelo, rayos X y visión de calor, debido a que las secuencias faltantes en el ADN kryptoniano de Superboy están unidas con el ADN humano, lo que estabiliza a Superboy y retiene todos los poderes kryptonianos. Después de ser liberado por Aqualad, Robin y Kid Flash, derrotando al transformado Desmond (también conocido como Blockbuster) y la llegada de la Liga de la Justicia, Superboy se encuentra con Superman, quien desde entonces se siente incómodo estar cerca de su clon, y los intentos fallidos de Superboy de trabajar y hablar con Superman hacen que Superboy se enoje e irracional. Tiene una floreciente relación romántica con M'gann, la sobrina del Detective Marciano. En "Targets", Superboy recibe el nombre de "Conner Kent"; el primer nombre sugerido por M'gann después del interés amoroso de una comedia titulada Hello Megan, a quien se parece mucho; y el apellido de Detective Marciano después de Superman, que Miss Martian pensó que era un homenaje al Doctor Fate (Kent Nelson). Al final de "Terrores", besa a Miss Martian después de que Killer Frost casi la mata. Desde entonces, los dos han comenzado una relación romántica, pero intentaron ocultárselo a sus compañeros de equipo, mostrando su afecto en la intimidad o hablando telepáticamente. En "Agends", Superboy se entera de que es el clon medio humano de Lex Luthor, quien le da parches en forma de escudo para derrotar al Superclon Match. Luego, Lex le dice que los escudos son un regalo "de un padre a su hijo" y cita "Red Sun" para incapacitar a Superboy cuando intenta atacarlo. En "Performance", Superboy muestra signos de adicción a los "escudos", usándolos continuamente en el campo, pero haciéndolo más agresivo cuando lucha contra Parásito. En "Usual Suspects", Superboy confiesa esto al equipo y acepta encontrarse con Luthor en Santa Prisco para reabastecerse de los "escudos". Al llegar, Miss Martian y Artemis también parecen encontrar a Lex Luthor acompañado por Abeja Reina, Bane, Blockbuster, Cheshire y Sportsmaster. Sin embargo, los villanos son sorprendidos y atacados por ellos y el resto del Equipo, ya que el programa Red Sun ha sido borrado de su mente por Miss Martian. Luthor admite que el Dr. Desmond no instaló ningún otro programa a tiempo. En "Auld Acquaintance", él y Superman finalmente interactúan y revelan sus identidades civiles el uno al otro. En la brecha de cinco años, Superboy permaneció con el equipo luciendo una camiseta de Superman de manga larga, pero conservando su apariencia de la primera temporada, debido a que fue forzado a crecer. Ahora está más relajado, controlado y hace uso de la estrategia y la tecnología en las batallas. En el episodio "Alienado", su relación con Superman ha mejorado visiblemente. Kal-El se refiere a Superboy como su hermano pequeño con el nombre kryptoniano Kon-El. Poco antes del comienzo de la segunda temporada, él terminó su relación con Miss Martian debido a su violento sondeo de mentes hostiles, dejándolas en un estado catatónico. Peor aún, ella intentó borrar su memoria de este argumento. M'gann se sorprende después de que ataca telepáticamente a Aqualad, y finalmente rompe con Lagoon Boy, decidiendo con Conner renovar su relación. En la tercera temporada, Superboy y Miss Martian reanudaron por completo su relación y viven juntos. Sin embargo, Superboy revela sus preocupaciones ya que Superman se encuentra actualmente fuera del mundo y siente la presión de tratar de cumplir con sus expectativas mientras no está. Nightwing llega y le pide ayuda a Superboy con una misión. Superboy está de acuerdo, pero Miss Martian está preocupada ya que varios miembros del Equipo y de la Liga de la Justicia han renunciado. Superboy tranquiliza a Miss Martian y le propone matrimonio y se comprometen. Al comienzo de la temporada 4, Superboy y Miss Martian finalmente se casan y viajan a Marte para celebrar una ceremonia tradicional, pero sin que ellos lo desconozcan, los miembros de la futura Legión de Super-Héroes los vigilan en secreto. Sin embargo, Superboy muere trágicamente después de sacrificar su vida para salvar a Marte de una bomba de virus mezclada con polvo de kryptonita, dejando a Miss Martian y sus seres queridos devastados por su pérdida. Sin embargo, más tarde se revela que está vivo y atrapado dentro de la Zona Fantasma. También se revela que él es el Superboy que inspiró a la Legión de Super-Héroes, y que Lor-Zod, un viajero en el tiempo rebelde que culpó a la Legión cuando volvieron a encarcelar a su padre en el futuro, agregó la kryptonita como parte de un intento de asesinato que borraría a la Legión de la historia. Al final de la serie, después de ayudar a sus amigos a derrotar a los Zod, Connor y Miss Martian completan su boda marciana antes de regresar a la Tierra para una íntima boda terrenal.
- Superboy aparece en Robot Chicken DC Comics Special II: Villains in Paradise, con la voz de Zac Efron. Se da a entender que esta versión es hijo de Superman y Wonder Woman, pero Superman hace que los demás crean que Superboy es un clon. Cuando Lex Luthor lleva a Legión del Mal a las vacaciones de primavera para encontrar a Lena Luthor, Lex descubre que Lena ha estado saliendo con Superboy cuando encuentra a Lena después de un incidente en el que algunos miembros de Legión del Mal confundieron la playa privada de la Liga de la Justicia con una playa nudista. Cuando Lex dice que Lena no volverá a ver a Superboy, Superman le dice a Superboy que nunca vuelva a ver a Lena. Tanto Lena como Superboy cuentan sobre su romance amoroso con los otros héroes y villanos en una canción parodia de "Summer Nights". Mientras la Liga de la Justicia y la Legion of Doom discuten sobre la relación de Superboy y Lena, el grupo es atacado por un Starro agrandado (quien anteriormente fue arrojado por el inodoro del Hall of Doom por el Capitán Frío). Starro atacó a ambos lados y los abrumó hasta que vio a Lena y Superboy en un momento romántico y dejó de atacar, lo que terminó con la muerte de Starro cuando Green Lantern envió una construcción de nave con Batman a través de Starro. Lena y Superboy se ven más tarde en la boda de Bizarro y Gorilla Grodd.
- Superboy hace una aparición especial en Teen Titans Go!. En el episodio "Let's Get Serious" (que es un crossover con Young Justice), acompaña a Aqualad y Miss Martian a sacar a  H.I.V.E., ya que los Titanes eran demasiado tontos para hacerlo correctamente.
- Superboy aparecerá en Mis aventuras con Superman.[51]

### Película
- Aunque el personaje de Superboy no aparece en la película Superman: Doomsday directo a DVD, se utilizan elementos de su historia para un segundo Superman (un clon del original) que aparece hacia el final de la película.[52]
- Superboy es interpretado por Matt Bennett en el cortometraje de 2011 The Death and Return of Superman.[53][54]
- En la película animada Death of Superman, aparece en un papel que no habla, primero en su tubo de incubación y luego escapando de él en la escena de los créditos intermedios, adquiriendo también su chaqueta característica.
- Superboy aparece en Reign of the Supermen, una secuela de 2019 de Death of Superman, con la voz de Cameron Monaghan.[55] Inicialmente, Superboy está patrocinado públicamente por Lex Luthor, quien intenta presentarlo como el Superman 'oficial', pero tanto Lex como Superboy pronto se desilusionan el uno con el otro ya que Lex resiente la grandilocuencia de Superboy y Superboy está devastado al conocer su verdadera naturaleza como un clon híbrido de Superman y Luthor. Su confianza, impulsada por una charla con Lois Lane, Superboy ayuda a Steel y al Erradicador a revivir al verdadero Superman antes de la batalla final con Cyborg Superman. Al final de la película, se muestra a Superboy viviendo ahora con Jonathan y Martha Kent bajo el nuevo nombre 'Conner'. También se da a entender que se convirtió en miembro de los Jóvenes Titanes.
- Superboy hace una breve aparición en Teen Titans Go! to the Movies.
- Superboy tiene un papel que no habla en Justice League Dark: Apokolips War. Se une a los Jóvenes Titanes para defender la Tierra de los Para Dooms de Darkseid hasta que es asesinado por ellos cuando uno de ellos le rompe el cuello.[56]

### Videojuegos
- Superboy es un personaje jugable en el videojuego de SNES y Genesis The Death and Return of Superman en 1994, con los otros Supermen incluidos.
- Superboy es un personaje jugable en las versiones para Nintendo 3DS, Nintendo DS y PlayStation Vita de Lego Batman 2: DC Super Heroes.
- Superboy es un personaje jugable en Young Justice: Legacy, con la voz de Nolan North.
- Superboy aparece como un personaje no jugable en DC Universe Online, con la voz de Greg Miller.[57] Se le puede encontrar en Doomed Metropolis como recompensa independiente en lo alto de uno de los edificios.
- Superboy aparece como un personaje jugable en Lego Batman 3: Beyond Gotham, con la voz de Scott Porter.
- Superboy hace un cameo en el final de Cyborg en Injustice 2.
- Superboy aparece como un personaje jugable en Lego DC Super-Villains.

### Radio
- Superboy es un personaje principal en la adaptación radiofónica de la BBC Radio 5 de las historias de "La muerte de Superman", "Funeral For a Friend" y "Reign of the Supermen!". El personaje fue interpretado por el actor Kerry Shale. Fue lanzado como "Superman: Doomsday and Beyond" en el Reino Unido por BBC Audiobooks y como "Superman Lives!" en los Estados Unidos por Time Warner Audiolibros.